# José Manuel Ramírez
José Manuel Ramírez (Sucre, 1868 – 1938) fue un médico y político boliviano, considerado como el precursor de la medicina infantil en Bolivia. Hijo de Manuel Inocente Ramírez y de Carlota Martínez.
A la edad de 17 años, sus padres le enviaron a estudiar medicina a la ciudad de Buenos Aires en Argentina.
Fue miembro del Partido Republicano de Bautista Saavedra. Durante 10 años fue senador por Chuquisaca. El gobierno de Hernando Siles le ofreció en varias ocasiones cargos de embajador en Francia, Argentina, Cuba, en todas ellas declinó la invitación por lealtad política, posteriormente no aceptó la invitación del presidente Saavedra para desempeñar las funciones de Embajador en Argentina.
Conformó la Junta de Gobierno de Transición entre el 13 de julio de 1920 hasta el 28 de enero de 1821, conjuntamente con los civiles Bautista Saavedra y José María Escalier.
La Junta surgió tras el Golpe de Estado del 12 de julio de 1920 que derrocó a José Gutiérrez Guerra.
El 19 de diciembre de 1920 se instalaría la Asamblea Constituyente para elegir al nuevo Gobierno, donde existía una mayoría del republicanismo. Saavedra propondría que los convencionales o diputados eligieran al Presidente de la República, a lo que se opusieron Escalier y Ramírez, quienes, en protesta, abandonaron la Junta de Gobierno. De dicha elección legislativa quedó electo el mismo Saavedra y como Vicepresidente Luis Paz Arce, quien posteriormente renunciaría sin tomar posesión al cargo.